# Florence Ita Giwa

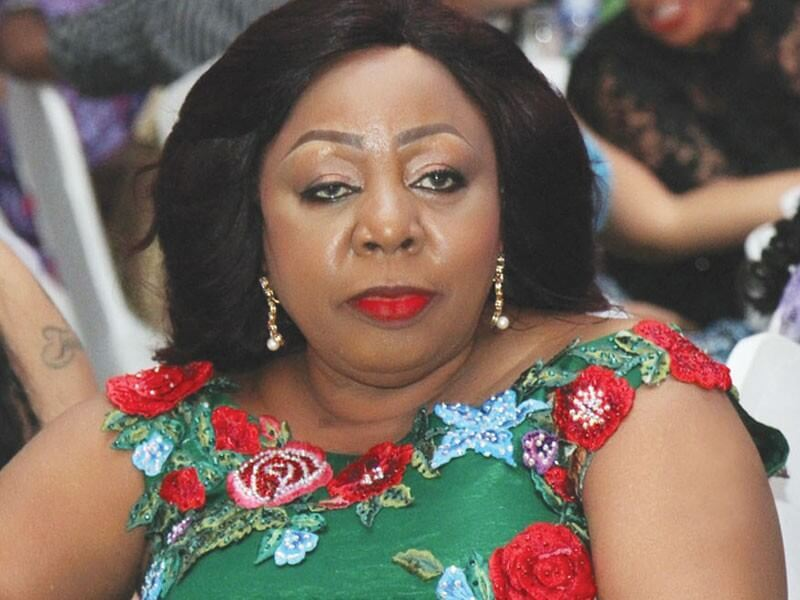
Florence Ita Giwa, 2021

Florence Ita Giwa (* 19. Februar 1946 in Atabong, Cross River, Nigeria) ist eine nigerianische Politikerin und Philanthropin.

## Karriere
Ita Giwa wurde 1946 als Tochter der Journalistin Beatrice Bassey-Ita im Bundesstaat Cross River in Nigeria geboren und wuchs in Calabar auf. Nach ihrem Schulabschluss besuchte sie das polytechnische Kilburn Institut in London, an dem sie einen Abschluss in Krankenpflege erwarb. Im Anschluss arbeitete sie in leitender Funktion in Pharmaunternehmen in Nigeria. Zu dieser Zeit begann sie, sich politisch und humanitär für die Bewohner der Bakassi-Halbinsel zu engagieren, die unter Grenzkonflikten zwischen Nigeria und dem Kamerun litten. Ihr großes Engagement für die lokale Bevölkerung brachte ihr in den Neunzigern den Ehrennamen „Mama Bakassi“ ein.
Ihre Arbeit in Bakassi bestärkte sie darin, Politikerin zu werden. Ende der Achtziger übernahmen sie den Vorsitz der National Republic Convention, der Partei von Ibrahim Babangida, im Bundesstaat Delta. 1992 wurde sie als Abgeordnete in das Repräsentantenhaus gewählt, verlor diesen Posten jedoch ein Jahr später wieder im Zuge der Machtübernahme durch Sani Abacha. 1994 war sie Teil der „Constituent Assembly“, einem Organ, das zur Verabschiedung einer neuen Verfassung eingerichtet wurde. Nach Ende der Militärdiktaturen wurde sie 1999 zur Senatorin des Bundesstaats Cross River gewählt. Zu diesem Zeitpunkt gab es nur zwei weitere weibliche Abgeordnete im Senat. Im Jahr 2003 verließ sie den Senat, schloss sich der PDP an und wurde von Präsident Olusegun Obasanjo zu seiner Beraterin für Angelegenheiten der Nationalversammlung ernannt. Mit dem Vorsitz des Komitees zur Wiederansiedlung von Bakassi-Bewohnern, nachdem die Halbinsel schließlich dem Kamerun zugesprochen worden war, übernahm sie eine weitere Sonderaufgabe.
Im Jahr 2017 enthüllte Ita Giwa, dass Sachspenden für Flüchtlinge aus Bakassi von lokalen Politikern der PDP abgezweigt wurden. Dafür wurde sie öffentlich kritisiert und nach eigenen Aussagen im Nachgang bedroht.
Nach ihrer aktiven politischen Karriere widmete sie sich wieder der humanitären Arbeit und gründete die „Bakassi Children Foundation“. Sie engagiert sich weiterhin für politische Ziele, darunter die Abschaffung von Menschenhandel und Sexsklaverei und die Erhöhung des Frauenanteils in nigerianischen Parteien. 2019 eröffnete sie darüber hinaus das Restaurant „Echoes of Calabar“ in Lagos. Bereits zuvor hatte sie ein Restaurant in Calabar unterhalten.

## Privatleben
Sie war mit dem Redakteur Dele Giwa verheiratet und hat zwei Kinder sowie ein Enkelkind.